# Svetozar Ćiplić
Svetozar Ćiplić, en serbe cyrillique Светозар Ћиплић (né le 21 avril 1965 à Novi Sad) est un homme politique serbe. Il est membre du Parti démocratique. Depuis le 7 juillet 2008, il est ministre des Droits de l'homme et des minorités dans le gouvernement présidé par Mirko Cvetković.

## Biographie
Svetozar Ćiplić est sorti diplômé de la faculté de droit de l'université de Novi Sad en 1993 et, à partir de 1995, il y a enseigné le droit constitutionnel. En 1996, il est devenu docteur en droit, avec une thèse portant sur Le système constitutionnel dans un État en situation d'urgence. Il a participé à la préparation de plusieurs projets de loi. Ses centres d'intérêt académiques sont l'organisation du gouvernement et, notamment, l'organisation et le fonctionnement des parlements, les relations entre le parlement et le gouvernement, la séparation des pouvoirs ; il s'intéresse également à la théorie politique et à la philosophie politique.
De 2002 à 2007, il a siégé à la Cour constitutionnelle de la république de Serbie,.

## Divers
Svetozar Ćiplić est marié et père de deux enfants. Il parle allemand.